# Nikolaikirche (Bad Schmiedeberg)

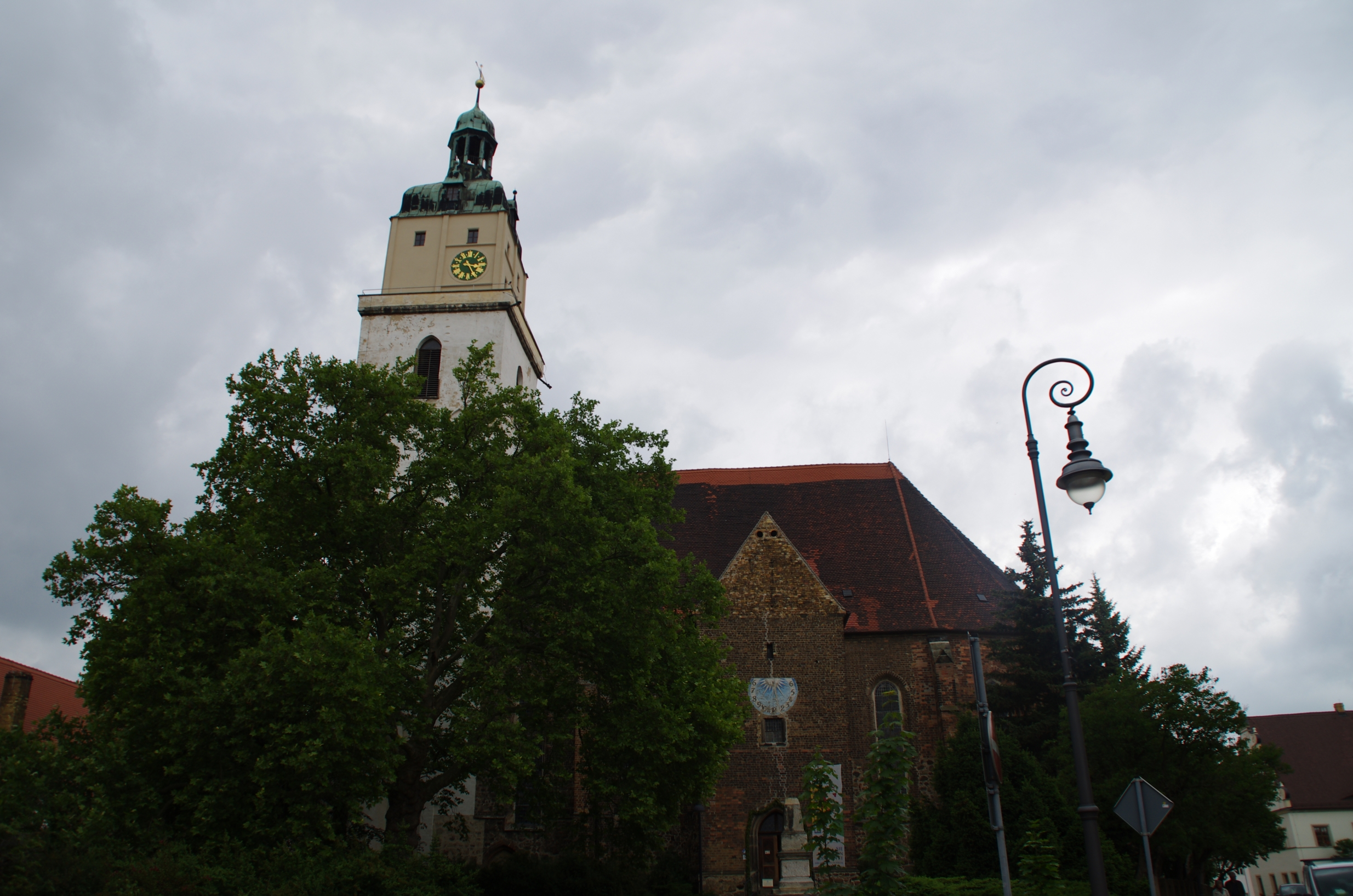
Die Kirche von Süden aus

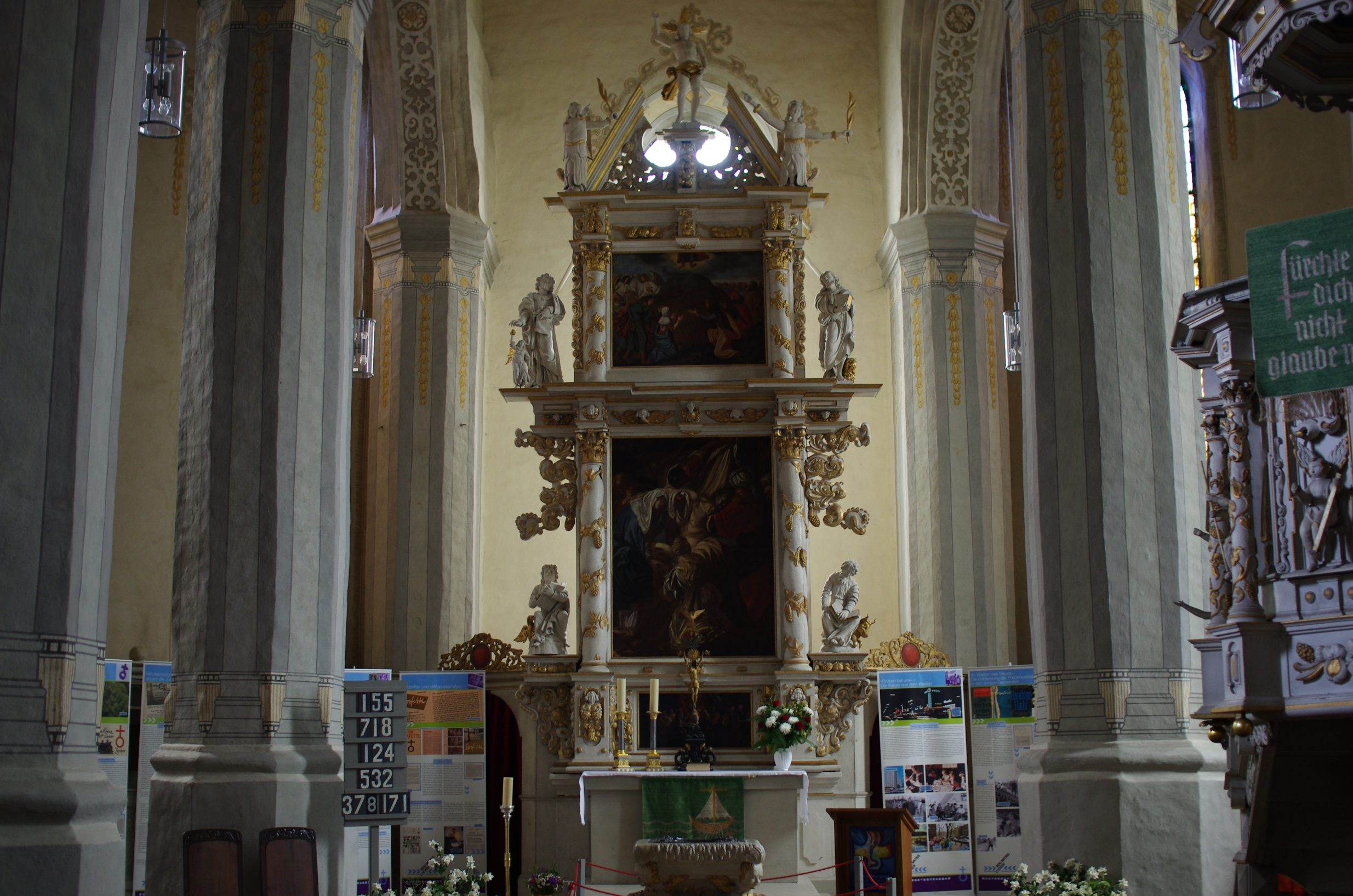
Der Altar

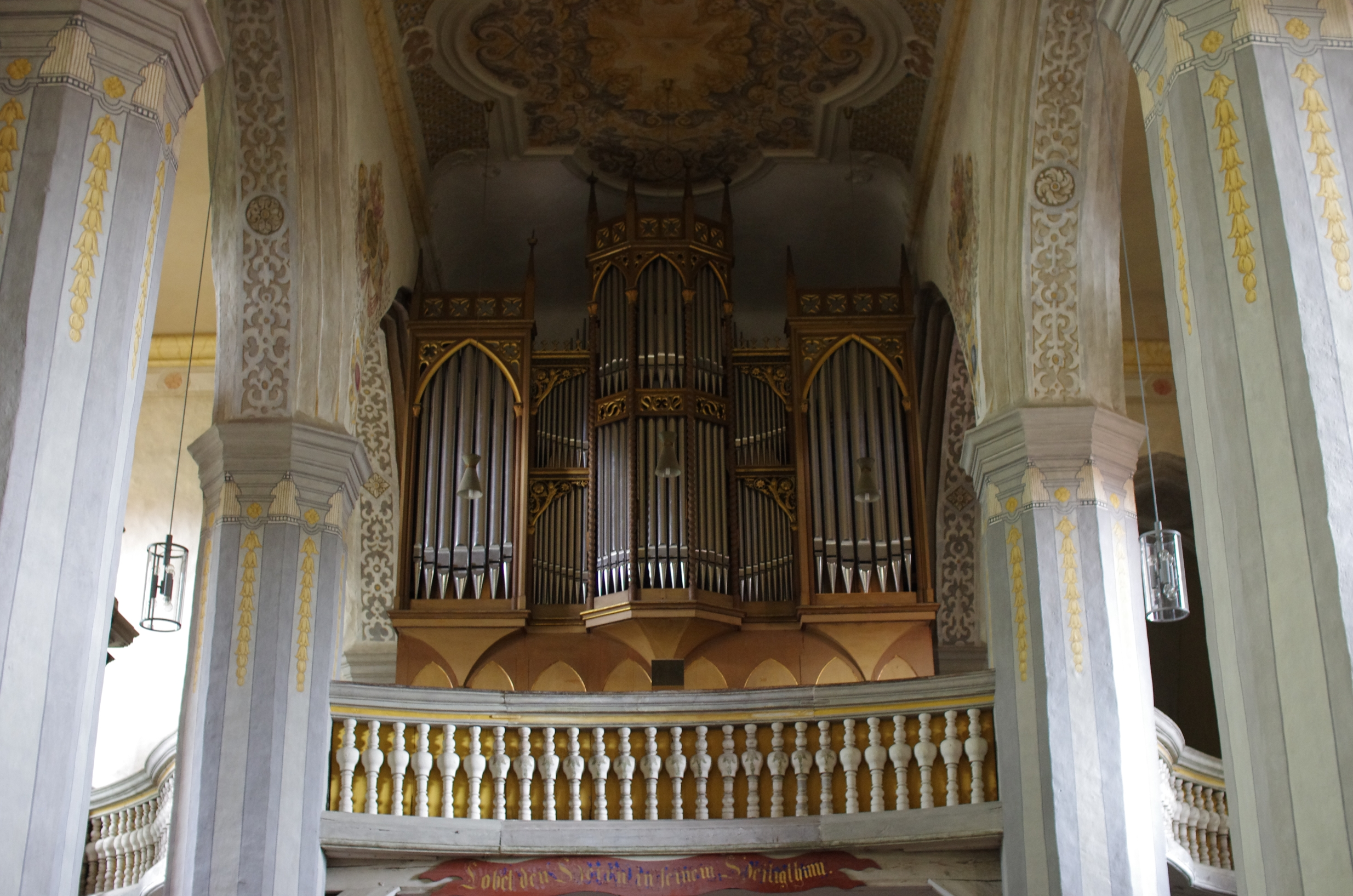
Die Orgel

Die Nikolaikirche ist die evangelische Kirche in Bad Schmiedeberg in Sachsen-Anhalt.

## Die Kirche
Nach der Zerstörung eines Vorgängerbaus unbekannten Aussehens im Jahre 1429 wurde die dreischiffige Kirche mit Feldsteinsockel von 1453 bis 1454 aus Backstein erbaut. Im Jahre 1640 stürzte die Decke ein und von 1666 bis 1681 wurde die Kirche nach weiteren Zerstörung wieder aufgebaut. Restaurierungen fanden in den Jahren 1905, 1967, 1991 und von 1997 bis 1998 statt.
Der spätgotische Turm und wurde 1806 und 1904 erneuert. In den Jahren 1813 bis 1816 war die Kirche Universitätskirche der Universität Wittenberg.
Das Langhaus hat Achteckpfeiler und wurde 1666 flach gedeckt. Bis 1681 erfolgte die Ausmalung im frühbarocken Stil, die im Jahre 1731 im Stil des Spätbarocks erneuert wurde. Von 1904 bis 1905 wurde der Innenraum nach Entwürfen von August Oetken neu ausgemalt. Von diesem stammen auch die historistischen Glasfenster seitlich des Altars.
Der Altar aus dem Jahre 1680 wurde in Leipzig hergestellt. Er wird geschmückt von einem zweigeschossigen Retabel mit Säulen und Knorpelwerk, an der Seite stehen die Evangelisten. Gekrönt wird der Altar mit dem auferstehenden Christus. Die Holzkanzel wurde 1676 hergestellt. Der Taufstein stammt aus dem Jahre 1731, ebenso die Ratsloge. Diese ist geschmückt mit Stadt-, Kur- und Landeswappen. In der südlichen Turmhalle befindet sich ein 1920 eingerichteter Gedächtnisraum für Gefallene aus dem Ersten Weltkrieg.
Die zweimanualige Schleifladen-Orgel mit 26 Registern von Mitte der 1850er Jahre ist ein Werk des Eilenburger Orgelbauers Conrad Geißler. 1930 pneumatisiert, restaurierte die Firma Voigt sie Ende der 1990er Jahre und stattete sie wieder mit rein mechanischen Trakturen aus.
Weitere Ausstattungsstücke sind:
- Barockes Epitaph für Oberpfarrer Georg David Ziegra (gestorben 1724)
- Grabsteine für Gottfried Daniel (gestorben 1657), Balthasar Meißner (gestorben 1662) und Wilhelmina Eberhardina von Döring (gestorben 1780)
- Gemälde an der Ostwand: Segnender Christus und Johannes der Täufer aus dem Jahre 1695.